# Алан Рікман
Алан Сідней Патрік Рікман (англ. Alan Sidney Patrick Rickman; 21 лютого 1946 — 14 січня 2016) — британський театральний та кіноактор, актор озвучування. Відомий за роллю Северуса Снейпа в серії фільмів «Гаррі Поттер».

## Початок
Алан Рікман народився в муніципальному районі Хаммерсміт у передмісті західного Лондона. Його батько, Бернард Рікман, був ірландським католиком і працював на фабриці. Мати, Маргарет Дорін Роуз (до шлюбу Бартлет), походила з методистської родини з Уельсу. У Рікманів народилося четверо дітей. Крім старшого брата Девіда, Алан мав молодших брата й сестру — Майкла і Шейлу.
1954 року Бернард Рікман помер, залишивши Маргарет саму з дітьми. Невдовзі вона знову одружилася, після трьох років розлучилася з другим чоловіком.
Попри складні сімейні обставини, Алан навчається доволі гарно, що дає йому можливість отримати стипендію для продовження навчання у Вищій школі Латімера у Хаммерсміті (Latymer Upper School), а потім вступити до Коледжу Мистецтв і дизайну в Челсі (Chelsea College of Art and Design). Після трьох років навчання в Челсі Рікман вступає до Королівського Коледжу Мистецтв (Royal College Of Art). Після його закінчення він разом з друзями відкриває графічно-дизайнерську фірму «Графіті» в лондонському Сохо і декілька років робить доволі успішну кар'єру в цьому напрямку.
У 26 років любов Алана до театральної сцени примусила його пройти співбесіду до Королівської Академії Драматичного Мистецтва (Royal Academy of Dramatic ArtRADA). Рікман одержує стипендію на навчання і протягом наступних двох років опановує акторське ремесло. Він стає одним з найкращих студентів курсу, починає грати у театрі й навіть здобуває свої перші нагороди, серед яких Emile Littler Prize, Forbes Robertson Prize та Bancroft Gold Medal. Відтоді Алан Рікман вже не покидав своєї акторської кар'єри в театрі та кіно.
Помер 14 січня 2016 року від раку підшлункової залози.

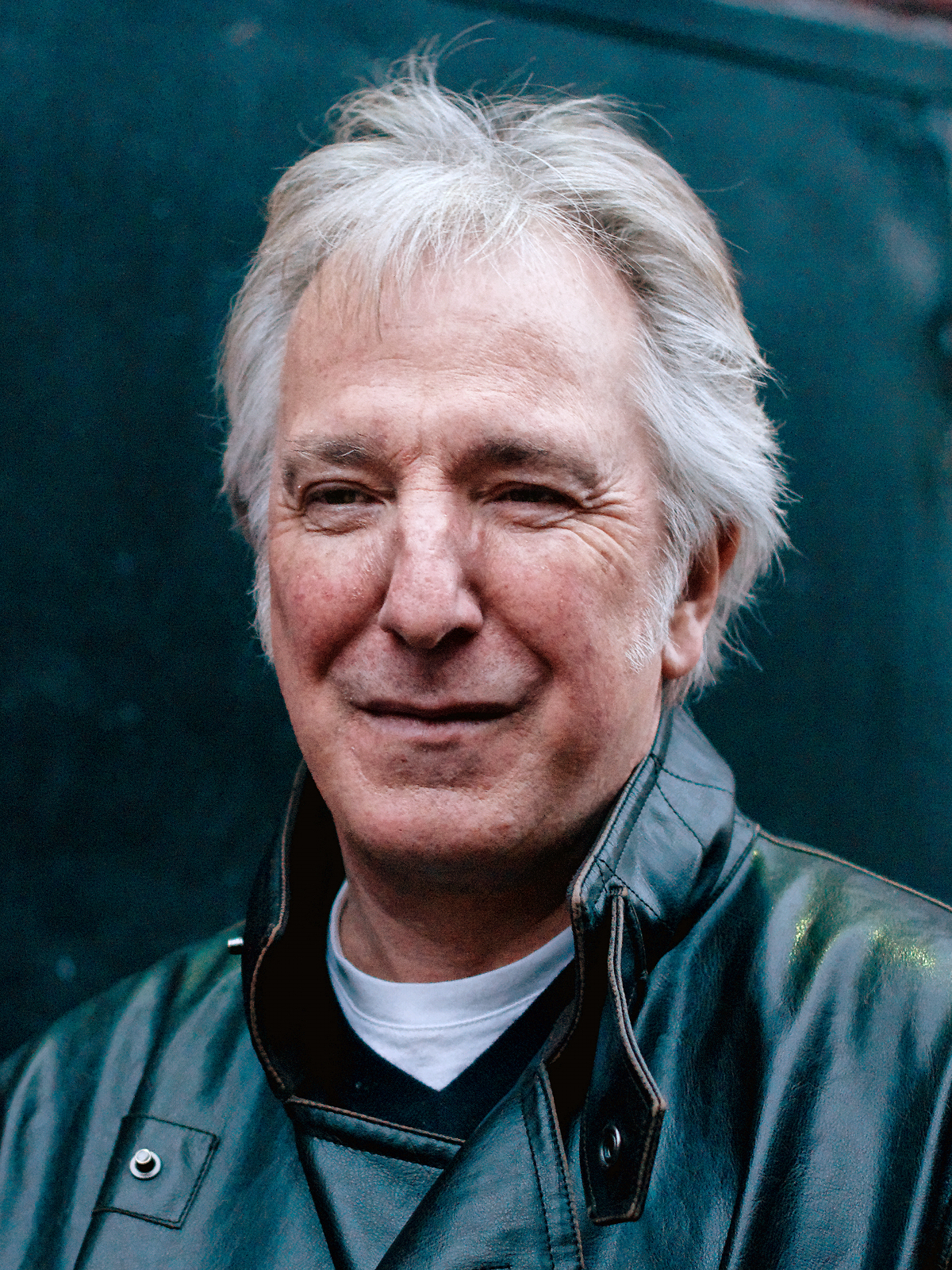

## Кар'єра
Після закінчення академії Алан рік виступав у Королівському Шекспірівському театрі, співпрацював з Crucible Theatre та Bristol Old Vic, знімався у телефільмах. Роль Обадіа Слоупа у «Хроніках Барчестера» (1982) принесла йому популярність у Великій Британії.
1985 року актор повернувся до Королівського Шекспірівського театру, щоб зіграти цинічного маркіза де Вальмона у виставі «Небезпечні зв'язки» Крістофера Хемптона. «Рікман народжений для цієї ролі», — писали критики після прем'єри. Головний виконавець швидко став кумиром англійської публіки. Наступного року постановку запросили на Бродвей, де Рікмана помітив продюсер Джоел Сілвер, який запропонував йому виконати роль злочинця у «Міцному горішку» Джона Мактірнена.
Актор не хотів перетворюватися на чергового стереотипного кінолиходія і вніс деякі зміни у сценарій. Його голлівудський дебют справив враження: іронічний терорист Ганс Грубер у майстерно стилізованому виконанні Рікмана багатьом глядачам запам'ятався краще, ніж герой Брюса Вілліса. Однак успіх стрічки позбавив Алана можливості зіграти Вальмона в американських «Небезпечних зв'язках»: продюсери відмовилися віддати роль «акторові з бойовика».
Після «Міцного горішка» Рікман міг отримати негативну роль у будь-якому блокбастері «фабрики мрій», але обрав інший шлях. Багато грав в експериментальних картинах («Країна у шафі», «Закрий мої очі», «Велика жахлива пригода»). Відмовився зніматися у розрекламованому «бондівському» фільмі «Золоте око», щоб створити образ відомого гіпнотизера Месмера в однойменній стрічці Роджера Споттісвуда, за який отримав премію кінофестивалю в Торонто. За роль Распутіна у телефільмі 1996 р. був відзначений «Еммі», «Золотим глобусом», «Золотим супутником» і премією Гільдії кіноакторів. Після мелодрами «Вірно, шалено, глибоко» (1992) Антоні Мінгелла актора оголосили «секс-символом для розумних жінок», а 1995 року британський журнал Empire вніс його ім'я до списку «Найпривабливіших зірок в історії кіно». 1997 року Рікман дебютував як режисер, знявши тонку екранізацію п'єси Шермана Макдональда «Зимовий гість», яку було відзначено нагородами Брюссельського, Чиказького та Венеціанського кінофестивалів.
Інколи актору доводиться виконувати і ролі негідників («Квіглі в Австралії», «Боб Робертс»). «Кожний образ, котрий я втілюю, намагаюся зробити відмінним від попередніх, — каже Алан. — Постійні зміни — це сутність акторської професії. До того ж я не розумію визначення „чорний характер“. Точного поділу на чорне та біле у світі не існує». Найкращим досягненням Рікмана у негативному амплуа вважається жорстокий шериф Нотінгемський з картини «Робін Гуд — принц злодіїв» (1991) Кевіна Рейнольдса, який приніс йому премію Британської кіноакадемії за роль другого плану та приз газети «Івнінг Стендард».

## Фільмографія
| Рік  | Назва українською                                           | Оригінальна назва                                          | Персонаж                           |
| ---- | ----------------------------------------------------------- | ---------------------------------------------------------- | ---------------------------------- |
| 1978 | Ромео та Джульєтта                                          | Romeo & Juliet                                             | Тібальд                            |
| 1980 | Тереза Ракен                                                | Thérèse Raquin                                             | Відаль                             |
| 1980 | Шеллі                                                       | Shelley                                                    | Клайв                              |
| 1982 | Барчестерські хроніки                                       | The Barchester Chronicles                                  | Обадій Слоуп                       |
| 1982 | Busted                                                      | Busted                                                     | Сімон                              |
| 1982 | Люди, які посміхаються (серіал)                             | Smiley's People                                            | Містер Браунлоу                    |
| 1985 | Повернення додому                                           | Return of the Native                                       | Оповідач                           |
| 1985 | Літній сезон                                                | Summer Season                                              | Круп                               |
| 1985 | Дівчата зверху                                              | Girls On Top                                               | Дімітрі / Голос RADA               |
| 1988 | Міцний горішок                                              | Die Hard                                                   | Ханс Грубер                        |
| 1989 | Січнева людина                                              | The January Man                                            | Ед                                 |
| 1989 | Революційний свідок                                         | Revolutionary Witness                                      | Жак Ру                             |
| 1989 | Сценарій                                                    | Screenplay                                                 | Israel Yates                       |
| 1989 | Благодійники                                                | Theatre Night Benefactors                                  | Колін                              |
| 1990 | Квіглі в Австралії                                          | Quigley Down Under                                         | Елліот Марстон                     |
| 1990 | Країна у шафі                                               | Closet Land                                                | Чоловік, що допитує                |
| 1991 | Робін Гуд: принц злодіїв                                    | Robin Hood: Prince of Thieves                              | шериф Ноттингема                   |
| 1991 | Щиро, безумно, сильно                                       | Truly Madly Deeply                                         | Джемі                              |
| 1991 | Закрий мені очі                                             | Close my eyes                                              | Синклер                            |
| 1992 | Боб Робертс                                                 | Bob Roberts                                                | Лукас Харт Третій                  |
| 1993 | Падші ангели                                                | Fallen Angels                                              | Дуайт Біллінгс                     |
| 1994 | Месмер: шляхом Нострадамуса                                 | Mesmer                                                     | Месмер                             |
| 1995 | Страшенно велика пригода                                    | An Awfully Big Adventure                                   | О'Хара                             |
| 1995 | Розум і почуття                                             | Sense and Sensibility                                      | полковник Брендон                  |
| 1995 | Люм'єр і компанія                                           | Lumière et compagnie                                       |                                    |
| 1996 | Распутін                                                    | Rasputin: Dark Servant of Destiny                          | Григорій Распутін                  |
| 1996 | Майкл Коллінз                                               | Michael Collins                                            | Імон де Валера                     |
| 1996 | Замок з примарами: Ірландія                                 | 'Castle Ghosts of Ireland                                  | Living Tyde                        |
| 1997 | Зимовий гість                                               | The Winter Guest                                           | режисер, сценарист                 |
| 1998 | Темна гавань                                                | Dark harbor                                                | Девід Вайнберг                     |
| 1998 | Поцілунок Йуди                                              | Judas Kiss                                                 | Девид Фрідман                      |
| 1999 | Догма                                                       | Dogma                                                      | Метатрон                           |
| 1999 | У пошуках галактики                                         | Galaxy Quest                                               | доктор Лазарус, Олександр Дейн     |
| 2000 | Допоможіть! Я риба                                          | Help! I'm a Fish                                           | Джо (озвучка)                      |
| 2000 | Англійський цирульник                                       | Blow Dry                                                   | Філ Аллен                          |
| 2000 | Інтриги і сватання (ТБ ВВС)                                 | Victoria Wood with All the Trimmings                       | Капітан Джордж Фален               |
| 2001 | Гра                                                         | Play                                                       | Людина                             |
| 2001 | Ми знаємо де ви живете                                      | We Know Where You Live                                     | Йоркширець                         |
| 2001 | У пошуках Джона Гіссінга                                    | The Search for John Gissing                                | Джон Гіссінг                       |
| 2001 | Верби                                                       | Willows                                                    | продюсер                           |
| 2001 | Гаррі Поттер і філософський камінь                          | Harry Potter and the Philosopher's Stone                   | Северус Снейп                      |
| 2002 | Гаррі Поттер і таємна кімната                               | Harry Potter and the Chamber of Secrets'                   | Северус Снейп                      |
| 2002 | Цар гори                                                    | King of the Hill                                           | Король Філіп (озвучка)             |
| 2003 | Реальна любов                                               | Love Actually                                              | Гаррі                              |
| 2004 | Гаррі Поттер і в'язень Азкабану                             | Harry Potter and the Prisoner of Azkaban                   | Северус Снейп                      |
| 2004 | Божественне творіння                                        | Something the Lord made                                    | Альфред Блелок                     |
| 2004 | Непрощенна чорнота: злети і падіння Джека Джонсона          | Unforgivable Blackness: The Rise and Fall of Jack Johnson  | (озвучка)                          |
| 2005 | Гаррі Поттер і келих вогню                                  | Harry Potter and the Goblet of Fire                        | Северус Снейп                      |
| 2005 | Автостопом Галактикою                                       | The Hitchhiker's Guide to the Galaxy                       | Марвін (озвучка)                   |
| 2006 | Парфумер: Історія одного вбивці                             | Perfume: The Story of a Murderer                           | Антуан Ріші                        |
| 2006 | Сніговий пиріг                                              | Snow Cake                                                  | Алекс Х'юз                         |
| 2007 | Гаррі Поттер і Орден фенікса                                | Harry Potter and the Order of the Phoenix                  | Северус Снейп                      |
| 2007 | Свіні Тодд: демон-перукар із Фліт-стріт                     | Sweeney Todd: The Demon Barber of Fleet Street             | Суддя Терпін                       |
| 2008 | Син Нобелевського лауреата                                  | Nobel Son                                                  | Елі Майклсон                       |
| 2008 | Удар пляшкою                                                | Bottle Shock                                               | Стівен Спар'є                      |
| 2009 | Гаррі Поттер і Напівкровний Принц                           | Harry Potter and the Half-Blood Prince                     | Северус Снейп                      |
| 2009 | Сонет номер 12                                              | Sonnet Number 12                                           | (озвучка)                          |
| 2010 | Аліса в Країні Чудес                                        | Tim Burton's Alice in Wonderland                           | Авесалом (озвучка)                 |
| 2010 | Пісня Ланчу                                                 | The Song of Lunch                                          | Він                                |
| 2010 | Гаррі Поттер і Смертельні Реліквії: Частина 1               | Harry Potter and the Deathly Hallows: Part I               | Северус Снейп                      |
| 2010 | Зухвалі мрії                                                | The Wildest Dream                                          | Ноель Оделл (озвучка)              |
| 2010 | Вілла Голіцин                                               | The Villa Golitsyn                                         | Віллі                              |
| 2010 | Любов до свободи: Історія про чорношкірих патріотів Америки | For Love of Liberty: The Story of America's Black Patriots | (озвучка)                          |
| 2011 | Гаррі Поттер і Смертельні Реліквії: Частина 2               | Harry Potter and the Deathly Hallows: Part II              | Северус Снейп                      |
| 2011 | Хлопчик в бульбашці                                         | The Boy in the Bubble                                      | Оповідач (озвучка)                 |
| 2012 | Гамбіт                                                      | Gambit                                                     | Лорд Шанбандар                     |
| 2013 | Дворецький                                                  | The Butler                                                 | Рональд Рейган                     |
| 2013 | Обіцянка                                                    | A Promise                                                  | Карл Хофмейстер                    |
| 2013 | Пил                                                         | Dust                                                       | Тодд                               |
| 2013 | CBGB                                                        | CBGB                                                       | Хіллі Крістал                      |
| 2015 | Маленький безлад                                            | A Little Chaos                                             | Людовик XIV / Також режисер фільму |
| 2015 | Око в небі                                                  | Eye in the Sky                                             | Франк Бенсон                       |
| 2015 | Аліса в Задзеркаллі                                         | Alice Through the Looking Glass                            | Авесалом (озвучка)                 |

## Особисте життя
У 19 років, вивчаючи графічний дизайн у Коледжі Челсі, Алан зустрів Ріму Хортон, яка стала його супутницею на все життя. Вони жили разом починаючи з 1965, але одружилися лише у 2012 році. Ріма викладала прикладну мікроекономіку в Університеті Кінгстона до своєї відставки 2002 року. Зараз вона — місцева політикиня, її ім'я пов'язують із Лейбористською партією.
Дітей не мав.

## Цікаві факти
1. У дитинстві в Алана були проблеми із мовленням, пов'язані з дефектом нижньої щелепи. Через це дослідники з виявлення «ідеального голосу» називають голос Рікмана одним з найкращих. В акторському середовищі актора нерідко називають «The Voice»;
2. У фінальній сцені «Міцного горішка» герой Рікмана падає з хмарочоса. Акторові дійсно довелося стрибати з висоти 20 футів на повітряні матраци навпроти зеленого екрана. Цікаво, що першим стрибнув режисер стрічки, щоб переконати актора в цілковитій безпечності цього трюку. Помічник режисера штовхнув Алана на рахунок «два» (замість «три»), щоб у Ганса Грубера був здивований вигляд;
3. Британський журнал «Empire» кілька разів вносив Алана Рікмана до списків найсексуальніших акторів світу. Одне з останніх досягнень — у жовтні 2009 року Алан потрапив на восьме місце у списку Empire Online 50 сексуальних чоловіків-акторів. При чому 52 % читачів проголосували за те, що Рікман має посісти вищу сходинку в цьому переліку;
4. Алан Рікман міг гарно копіювати будь-який акцент англійської мови. Він чудово демонстрував не тільки німецький акцент у «Міцному горішку», але й усі американські — у стрічці «Творіння Господнє» Алан прекрасно відтворив теннессійський акцент 1940-х років;
5. Алан Рікман на 11 років старший за Тімоті Сполла, на 12 років за Адріана Роулінза і Гері Олдмана, на 17 років за Девіда Тюліса і на 21 рік за Джеральдін Сомервіль. Проте усі ці люди грають однолітків та однокласників у фільмі про Гаррі Поттера.